# Charles-François de Vintimille du Luc
Charles-François de Vintimille du Luc, książę du Luc (ur. 7 lipca 1653, zm. 19 lipca 1740) – francuski dyplomata.
W latach 1715–1717 sprawował funkcję ambasadora Francji przy wiedeńskim dworze. Przybył do Wiednia w styczniu 1715 roku. Był pierwszym ambasadorem zwyczajnym Francji w Austrii od 1702 roku. Był jednym z reprezentantów Francji, którzy podpisali pokój w Rastatt (7 III 1714). W 1724 odznaczony Orderem Ducha Świętego. 